# Oldříš
Oldříš (německy Ullersdorf) je název zaniklé horské vsi v Krušných horách v okrese Teplice. Oldříš se nalézala pod Oldřišských vrchem (878) jižně od obce Moldava. Ves měla domy rozeseté na údolní planině při cestě z Nového Města vedoucí na dnes zaniklé vsi Pastviny, Mackov, Vilejšov a Fláje. Ve starých průvodcích je obec charakterizována jako počátek horské procházky z nádraží na Moldavě s čerstvým horským vzduchem, dobrou vodou a nádherným výhledem do pohraničního kraje. V zimě byl Oldříš střediskem zimní rekreace.

## Název
Název vesnice byl odvozen z osobního jména Oldřich ve významu Oldřichův dvůr. V historických pramenech se objevuje ve tvarech: Ullrichsdorf (1664) a Ullersdorf (1787 a 1833).

## Historie
V roce 1850 se Oldříš stal spolu s Pastvinami osadou obce Moldava. Všechny tři vsi měly v tomto roce celkem 1751 obyvatel v 71 domech. V roce 1885 bylo v Oldříši 76 domů a 386 německých obyvatel. Na konci 19. století se Oldříš stal samostatnou obcí.
Většina obyvatel byla německé národnosti. Po odsunu Němců byl počet obyvatel v Oldříši minimální, a jako osada byl připojen k Moldavě. Ves se postupně vylidnila a domy byly v padesátých letech 20. století srovnány se zemí. Oldříš proto dnes již neexistuje, na místě bývalé vsi jsou pastviny pro skot a ovce z moldavského statku.

## Obyvatelstvo
|           | 1869 | 1880 | 1890 | 1900 | 1910 | 1921 | 1930 | 1950 |
| --------- | ---- | ---- | ---- | ---- | ---- | ---- | ---- | ---- |
| Obyvatelé | 423  | 386  | 344  | 329  | 310  | 286  | 294  | .    |
| Domy      | 77   | 74   | 60   | 57   | 61   | 60   | 60   | 23   |